# Morés
Morés es un municipio y localidad española de la provincia de Zaragoza, en la comunidad autónoma de Aragón. Cuenta con una población de 303 habitantes (INE 2024).

## Geografía
Morés se localiza en pleno sistema Ibérico zaragozano, bajo las faldas de la sierra de su mismo nombre. A través del pueblo fluye el Río Jalón, uno de los afluentes más importantes del Ebro en Aragón. Destacan dentro de sus accidentes geográficos el Monte Calvario, lugar de culto en algunas celebraciones religiosas y el denominado "Cantazorras", al noroeste de la localidad, desde donde se obtienen excelentes perspectivas de todo el pueblo.

## Demografía
Morés cuenta con una población de 303 habitantes (INE 2024).
| Gráfica de evolución demográfica de Morés entre 1842 y 2021 |
| |
| Población de derecho según los censos de población del INE Población de hecho según los censos de población del INEEntre el censo de 1970 y el anterior, crece el término del municipio porque incorpora a 50509 (Purroy) |

## Administración y política
| Período   | Alcalde                     | Partido |  |
| --------- | --------------------------- | ------- |  |
| 1979-1983 | Francisco Galindo Royo      | UCD     |  |
| 1983-1987 | Gonzalo Luna                |         |  |
| 1987-1991 | Carmelo Enguid Embid        | PSOE    |  |
| 1991-1995 | Carmelo Enguid Embid        | PSOE    |  |
| 1995-1999 | Carmelo Enguid Embid        | PSOE    |  |
| 1999-2003 | Carmelo Enguid Embid        | PSOE    |  |
| 2003-2007 | Carmelo Enguid Embid        | PSOE    |  |
| 2007-2011 | Lucio Fanco                 | PP      |  |
| 2011-2015 | Carmelo Enguid Embid        | PSOE    |  |
| 2015-2019 | María Esther Serrano Andrés | PP      |  |

| Partido político    | Partido político                                   | 2003   | 2007   | 2011   | 2015   |
| Partido político    | Partido político                                   | Ediles | Ediles | Ediles | Ediles |
|                     | Partido de los Socialistas de Aragón (PSOE-Aragón) | 4      | 3      | 4      | 3      |
|                     | Partido Popular de Aragón (PP)                     | 2      | 3      | 3      | 3      |
|                     | Partido Aragonés (PAR)                             | —      | 1      | 0      | 1      |
|                     | Chunta Aragonesista (CHA)                          | 1      | 0      | —      | —      |
| Total de concejales | Total de concejales                                | 7      | 7      | 7      | 7      |

## Patrimonio

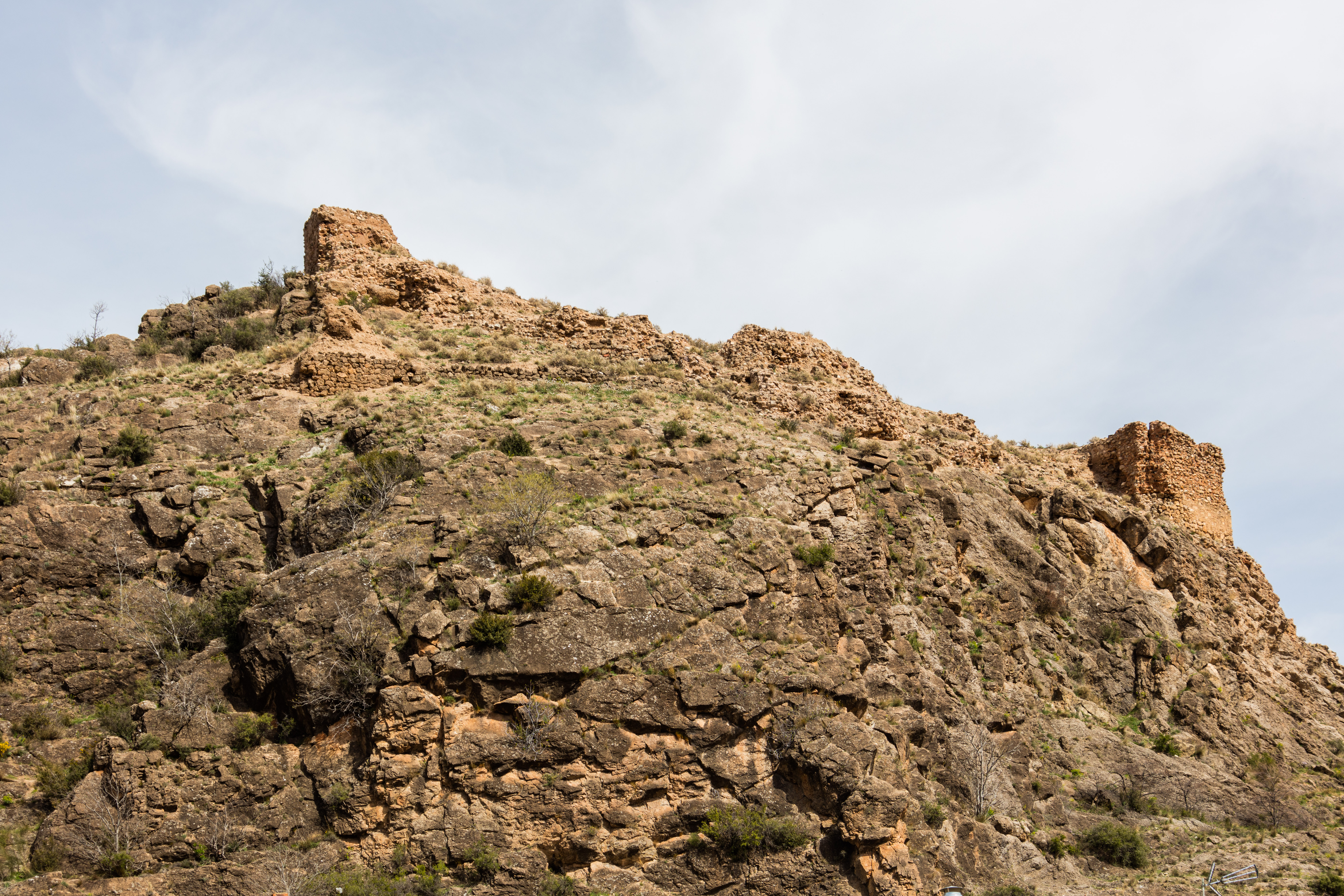
Castillo de Morés

Junto al casco urbano, sobre un altozano, se encuentran los restos del castillo, catalogado como Bien de interés cultural en su categoría de zona arqueológica. Cerca de Morés se encuentra el antiguo poblado celtíbero de Morkes.
En el término municipal se encuentra la localidad de Purroy.

## Personajes ilustres
Entre sus hijos ilustres cabe destacar a Josef Delgado y Villalba, que vivió durante los siglos XVII y XVIII. Fue canónigo magistral de la catedral de Albarracín. Y sobre todo a Faustino Sancho y Gil (Morés, 1850-Épila, 1896). Destacado político, escritor de memorias y biografías y culto orador, fue diputado provincial y diputado a Cortes por Tarazona, presidente del Ateneo de Zaragoza, individuo de varias academias y por dos veces presidente de los Juegos Florales de Calatayud.

## Fiestas
San Félix 30 de mayo. Fiestas mayores con actos religiosos y profanos como charangas, orquestas nocturnas, espectáculos taurinos (estos de gran popularidad).
Virgen del Rosario. Primer domingo de octubre. Un fin de semana con actos religiosos y profanos.
Entre los aldeanos de la pequeña villa de Mores hay un dicho popular muy graciosin que se dice así" Mores no me lo des ni de la cara ni del revés".

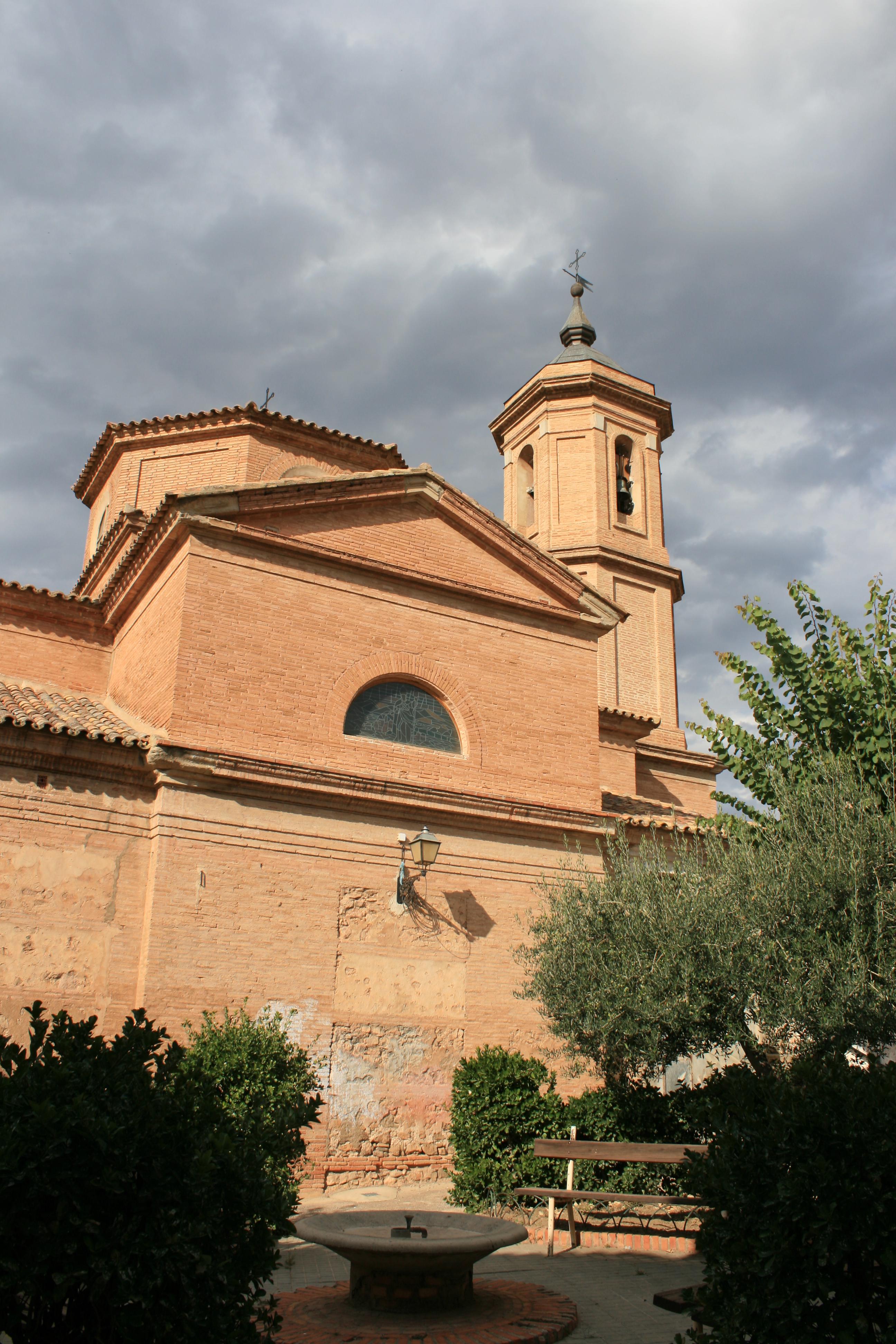
Nuestra Señora de la Asunción

El 11 de mayo, se realiza la romería a la ermita de San Blas en el barrio de Purroy. Las fiestas patronales en honor de san Félix tienen lugar del 30 de mayo al 3 de junio. El 13 de diciembre se celebra la fiesta en honor de Santa Lucía.

## Hermanamientos
- Le Tourne (Francia)